# Antonio Danti
Antonio Danti (Perugia, ... – ...; fl. XVI secolo) è stato un pittore italiano del XV secolo, fratello di Ignazio Danti.

## Opere
Tra le sue opere sono importantissime le 40 mappe rappresentati le varie regioni d'Italia e le vedute dei principali porti italiani del Cinquecento, Venezia, Ancona, Genova e Civitavecchia, dipinte tra il 1580 e il 1583; questi dipinti di grande valore artistico costituiscono la notissima Galleria delle carte geografiche dei musei vaticani.